# 斯特林堡博物館

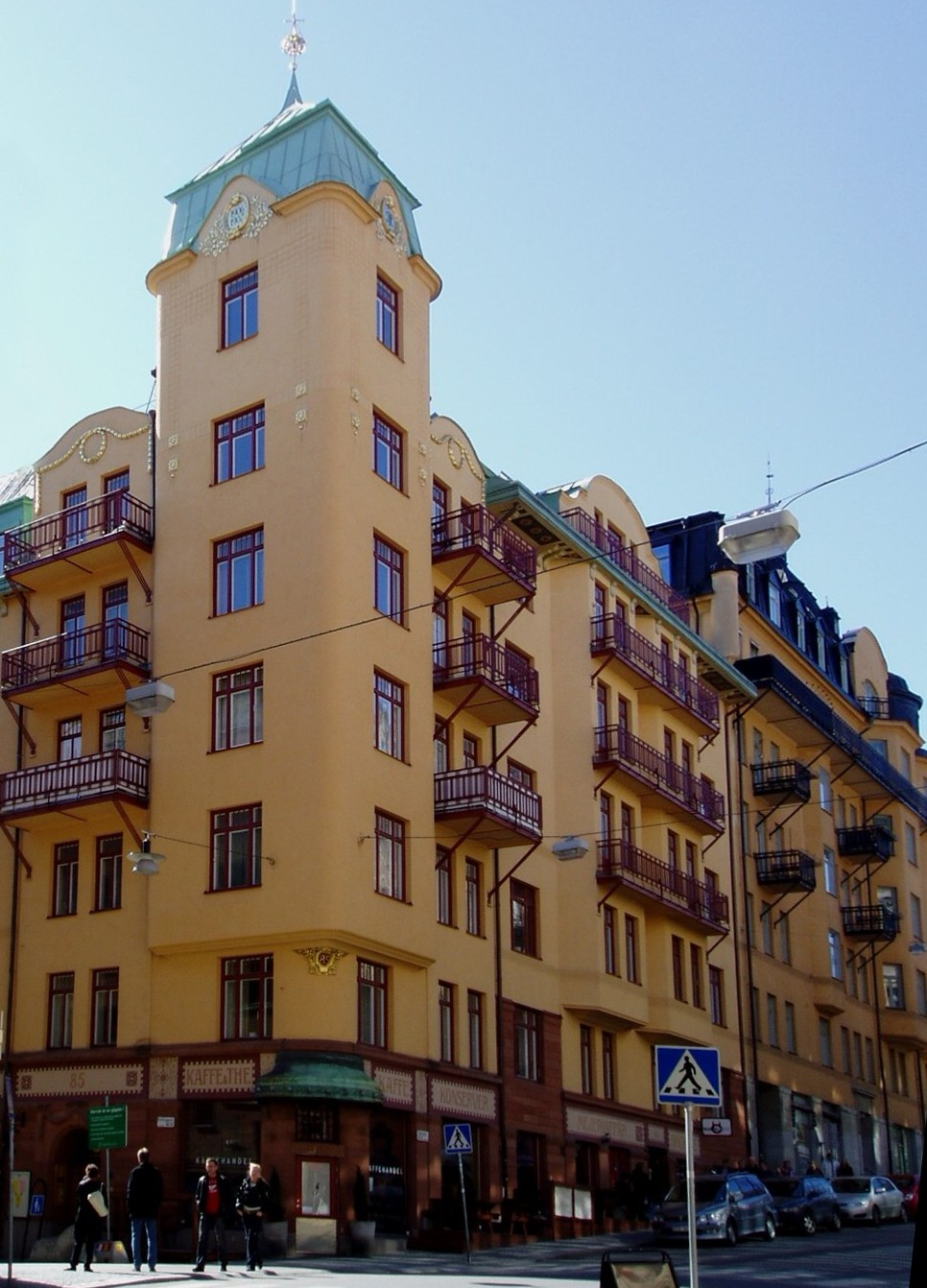

斯特林堡博物館（瑞典語：Strindbergsmuseet）是位於瑞典首都斯德哥爾摩的一座博物館，紀念作家奥古斯特·斯特林堡
。博物館所在的建築名為藍塔（Blå tornet），位於斯德哥爾摩市中心。

## 外部連結
- strindbergsmuseet website （页面存档备份，存于）

59°20′18.60″N 18°03′23.62″E / 59.3385000°N 18.0565611°E